# Världsmästerskapen i bordtennis 1961
Världsmästerskapen I bordtennis 1961 spelades i Peking under perioden 5-14 april 1961.

## Medaljörer

### Lag
| Disciplin            | Guld                                                                | Silver                                                                        | Brons                                                                      |
| Herrarnas lagtävling | Kina Li Furong Rong Guotuan Wang Chuanyao Xu Yinsheng Zhuang Zedong | Japan Nobuya Hoshino Koji Kimura Teruo Murakami Ichiro Ogimura Goro Shibutani | Ungern Zoltán Berczik Laszlo Foldy Miklos Peterfy Peter Rozsas Ferenc Sidó |
| Damernas lagtävling  | Japan Kazuko Ito Kimiyo Matsuzaki Tomie Okada Masako Seki           | Kina Han Yuzhen Hu Keming Sun Meiying                                         | Rumänien Maria Alexandru Catrinel Folea Georgita Pitica                    |

### Individuellt
| Disciplin      | Guld                            | Silver                     | Brons                      |
| Herrsingel     | Zhuang Zedong                   | Li Furong                  | Xu Yinsheng                |
| Herrsingel     | Zhuang Zedong                   | Li Furong                  | Zhang Xielin               |
| Damsingel      | Qiu Zhonghui                    | Éva Kóczián                | Wang Chien                 |
| Damsingel      | Qiu Zhonghui                    | Éva Kóczián                | Kimiyo Matsuzaki           |
| Herrdubbel     | Nobuya Hoshino Koji Kimura      | Zoltán Berczik Ferenc Sidó | Li Furong Zhuang Zedong    |
| Herrdubbel     | Nobuya Hoshino Koji Kimura      | Zoltán Berczik Ferenc Sidó | Zhou Lansun Wang Jiasheng  |
| Damdubbel      | Maria Alexandru Georgita Pitica | Qiu Zhonghui Sun Meiying   | Hu Keming Wang Jian        |
| Damdubbel      | Maria Alexandru Georgita Pitica | Qiu Zhonghui Sun Meiying   | Han Yuzhen Liang Lizhen    |
| Mixade dubblar | Ichiro Ogimura Kimiyo Matsuzaki | Li Furong Han Yuzhen       | Wang Chuanyao Sun Meiying  |
| Mixade dubblar | Ichiro Ogimura Kimiyo Matsuzaki | Li Furong Han Yuzhen       | Nobuya Hoshino Masako Seki |

### Fotnoter
1. ↑  ”World Championships Results”. ITTF Museum. Arkiverad från originalet den 11 maj 2012. https://web.archive.org/web/20120511103023/http://www.ittf.com/museum/results/WorldChresults.html. Läst 7 april 2012.
2. ↑  ”ITTF Statistics”. ittf.com. Arkiverad från originalet den 4 mars 2016. https://web.archive.org/web/20160304205843/http://www.ittf.com/ittf_stats/All_events4.asp?Competition_ID=34. Läst 7 april 2012.